# Бади Рич
Бернард Рич, енгл. Bernard "Buddy" Rich, (септембар 30., 1917. – април 2., 1987) био је амерички џез бубњар и вођа бенда. Ричу је наденут надимак „најбољи бубњар на свету“ и био је познат по својој виртуозној техници, снази, ритму и брзини.

## Детињство и младост
Рич је рођен као Јеврејин у Менхетну од стране водвиљеваца Бес (енгл. Bess (née Skolnik)) и Роберта Рича (енгл. Robert Rich). Његов таленат за ритам је прво приметио његов отац, који је приметио да Бади може да држи стабилан ритам кашикама када је имао само једну годину. Почео је да свира бубњеве са 18 месеци, са надимком енгл. "Traps the Drum Wonder". На врхунцу Ричове каријере детињства, био је наводно друго најплаћеније дете забављач на свету (после Џекија Кугана, енгл. Jackie Coogan).
Са 11 година наступао је као вођа бенда. Није примио никакву званичну обуку за бубњеве и отишао је толико далко да је тврдио да би му обука само деградирала његов музички таленат. Он такође никад није признао да вежба, тврдећи да свира бубњеве само током наступа и није било познато да ли чита музику.

## Џез каријера
Рич је прво свирао џез у великој групи 1937. године са Џоом Марсалом (енгл. Joe Marsala) и гитаристом Џеком Лемаиром (енгл. Jack Lemaire). После је свирао са Банијем Бериганом (енгл. Bunny Berigan) - 1938. и Артијем Шауом (енгл. Artie Shaw) - 1939. Чак је и подучавао четрнаестогодишњег Мела Брукса за кратко време док је свирао са Шауом. Са 21 годином, Рич је учествовао у његовом првом великом снимању са оркестром Вика Шоена (енгл. Vic Schoen Orchestra, бенд који је пратио Сестре Ендрус (енгл. Andrews Sisters)). 1938. године, запослен је да свира у оркестру Томија Дорсија (енгл. Tommy Dorsey), где је упознао и наступао са Френком Синатром. 1942. године, Рич је напустио Дорсијев бенд да би се придружио маринцима. Поново се придружио Дорсијевој групи кад је напустио маринце две године касније. 1946. године, Рич је оформио сопствени бенд са финансијском помоћи Синатре, и наставио да води разне групе све до раних педесетих.‍:92, 95
Као додатак Томију Дорсију (1939–42, 1945, 1954–55), Рич је такође свирао са Бенијем Картером (енгл. Benny Carter) - (1942), Харијем Џејмсом (енгл. Harry James) - (1953–56–62, 1964, 1965), Лес Бауном (енгл. Les Brown), Чарлијем Вентуром (енгл. Charlie Ventura), и оркестром Jazz at the Philharmonic, као и предводио сопствени бенд и наступао са највећим звездама. Раних педесетих Рич је свирао са Дорсијем и почео је да наступа са трубачем Харијем Џејмсом, што је трајало до 1966. године. 1966. године, Рич је напустио Џејмса да пи развио нови биг бенд (енгл. big bend). Већи део времена од 1966. до његове смрти, успешно је водио биг бенд у доба када је врх њихове популарности из тридесетих и четрдесетих опао. У овом каснијем пеиоду, Рич је наставио да свира у клубовима и изјавио је у више интервјуова да је велика већина његових наступа са биг бендом била у средњим школама, колеџима и универзитетима, где су наступи у клубовима одрађени много мањим степеном. Рич је такође служио као сесијски бубњар на многим снимањима, где је његово свирање било често много неразметљивије него његови наступи са биг бендом. Нарочито истакнуте су биле Ричове сесије за повратак у касној каријери на снимцима Еле Фицџералд (енгл. Ella Fitzgerald) и Луиса Армстронга (енгл. Louis Armstrong), на којима је ради са пијанистом Оскаром Питерсоном (енгл. Oscar Peterson) и његовим чувеним триом који се сатоји из басисте Реја Брауна (енгл. Ray Brown) и гитаристе Херба Елиса (енгл. Herb Ellis). 1968. године Рич је сарађивао са индијским бубњарем Устад Ала Ракх-ом (хинд. Ustad Alla Rakha) на студијском албуму "Rich à la Rakha".

## Техника свирања и добро познати наступи
Ричова техника, укључујући брзину, глатко извођење, и прецизност, је била једна од најстандардизованијих и покривених у свету бубњева. Рич је обично држао палице користећи традиционално држање. Такође је користио и изједначено држање (енгл. matched grip) када је свирао флор томове (као што се може видети на старијим снимцима) и понекад по сету када је укрштао руке што је био један од његових трикова, који је често водио до гласног навијања публике. Често је правио контрасте између техника да не би дугачке солаже постале монотоне. Поред његових енергичних и експлозивни наступа, некад би зашао у тише одломке.
Иако је веома познат као експлозиван, моћан бубњар, повремено је користио четке. На албуму из 1955. године The Lionel Hampton Art Tatum Buddy Rich Trio, Рич је скоро цео одвирао са четкама. 1942. године, рич и учитељ бубњева Хенри Адлер (енгл. Henry Adler) написали су књигу инструкција Buddy Rich's Modern Interpretation of Snare Drum Rudiments, која се сматра једном од популарнијих књига о основама за добош.

## Смрт и наслеђе
Бади Рич је активно наступао скоро до краја живота. 2. априла 1987. године, Бадију је престало да куца срце након операције малигног тумора мозга. Покопан је на Westwood Village Memorial Park Cemetery у Лос Анђелесу. имао је 69 година.
Од Ричове смрти, одржан је велики број концерата у његову част. 1994. године, објављен је Ричов почасни албум Burning for Buddy: A Tribute to the Music of Buddy Rich. Произведен од стране бубњара бенда Раш (енгл. Rush) Нила Парта (енгл. Neil Peart), на албуму се налазе наступи Ричових устаљених композиција изведени ид стране великог боја рок и џез бубњара као што су: Кени Ароноф (енгл. Kenny Aronoff), Мет Сорум (енгл. Matt Sorum), Дејв Векл (енгл. Dave Weckl), Стив Гад (енгл. Steve Gadd), Макс Роуч (енгл. Max Roach), Стив Смит (енгл. Steve Smith) и сам Парт, праћени Buddy Rich Big Band-ом . Друго издање Burning for Buddy: A Tribute to the Music of Buddy Rich, Vol. 2|second volume објављено је 1997. године.
Ричов унук, Ник Рич (енгл. Nick Rich), такође свира буубњеве и до скоро је био у пост-хардкор (енгл. post-hardcore) бенду Falling in Reverse.